# Agnieszka Bednarek

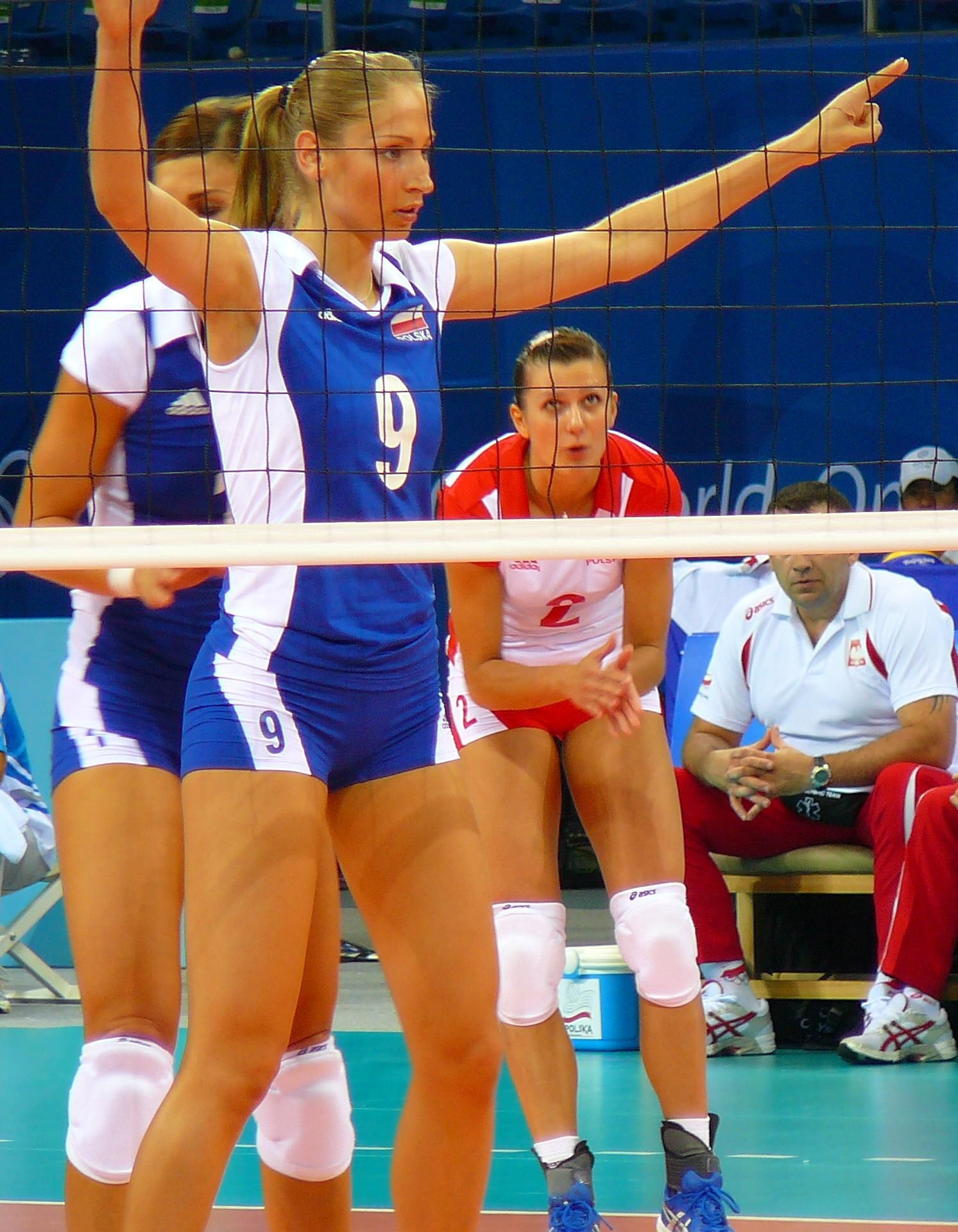
Agnieszka Bednarek - Volleybal op de Olympische Zomerspelen 2008

Agnieszka Bednarek (Złotów, 20 februari 1986) is een voormalig Pools volleybalster. Ze was lid van het Poolse volleybalteam op de Olympische Zomerspelen 2008.

## Clubhistorie
| Club                      | Land  | Periode   |
| ------------------------- | ----- | --------- |
| Sparta Złotów             | Polen | Jeugd     |
| SMS Sosnowiec             | Polen | 2002-2005 |
| Farmutil Piła             | Polen | 2005-2009 |
| Muszynianka Fakro Muszyna | Polen | 2009-2013 |
| Chemik Police             | Polen | 2013-2020 |